# Jōdo-ji (Matsuyama)

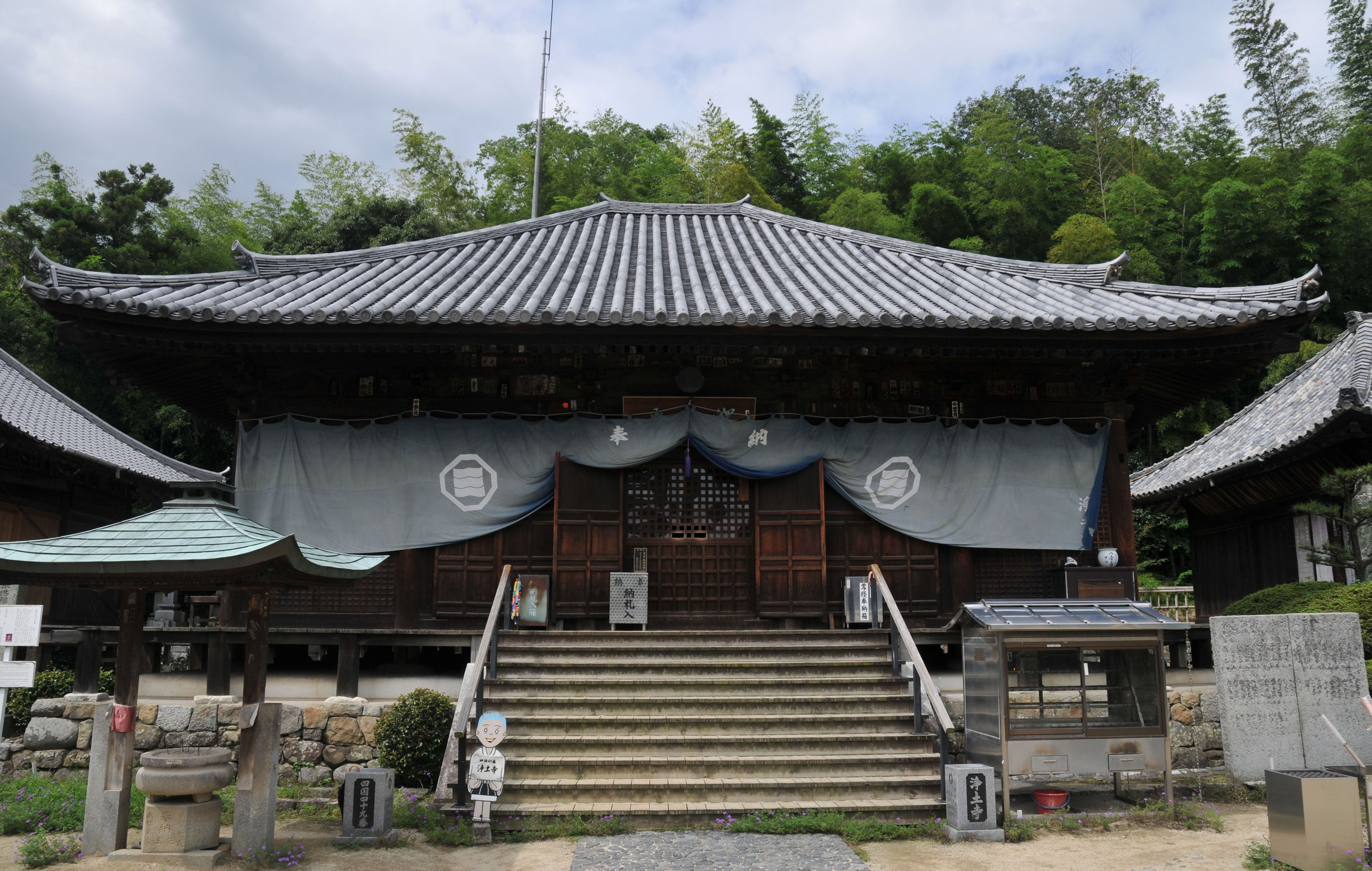
Haupthalle

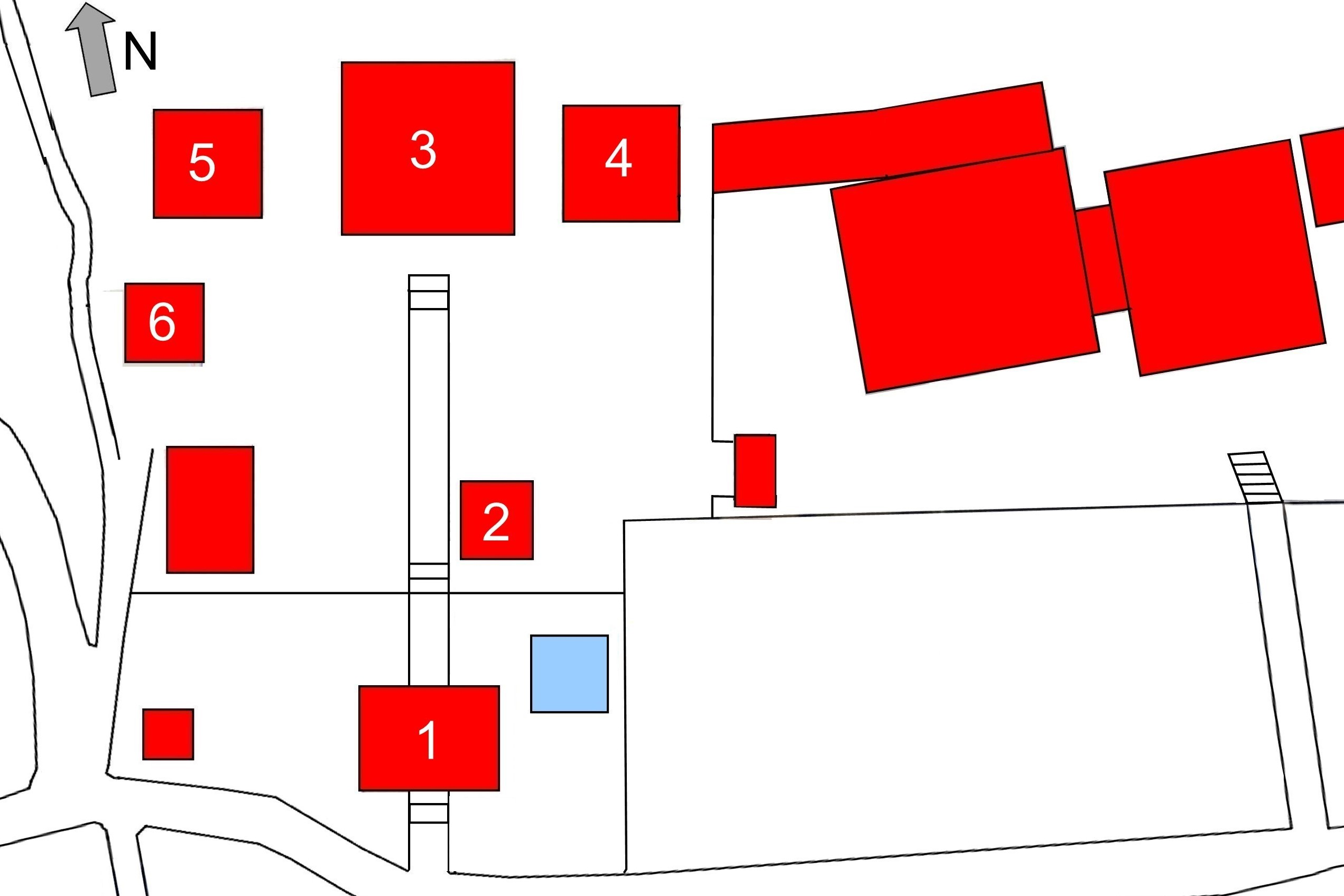
Plan des Tempels (s. Text)

Der Jōdo-ji (japanisch 浄土寺) mit den Go Sairinzan (西林山) und Sanzōin (三蔵院) ist ein Tempel der Buzan-Richtung (豊山派) des Shingon-Buddhismus in der Stadt Matsuyama (Präfektur Ehime). In der traditionellen Zählung ist er der 49. Tempel des Shikoku-Pilgerwegs.

## Geschichte
Der Überlieferung nach wurde der Tempel auf Wunsch der Kaiserin Kōken von Priester Keimei (恵明上人) errichtet. Priester Gyōki fertigte für den Tempel eine Statue des Shaka Nyorai an. Damals soll der Tempel zur Hossō-Richtung des Buddhismus gehört haben. Später besuchte Priester Kūkai den Tempel, baute die heruntergekommene Anlage wieder auf und widmete den Tempel nun der Shingon-Richtung. Der Tempel blühte und besaß schließlich 66 Untertempel.
Als Priester Kūya Shikoku in der mittleren Heian-Zeit durchwanderte, bemühte er sich in den Tendoku-Jahren (957–961) verstärkt, die ländliche Bevölkerung durch Unterricht für den Glauben zu gewinnen. Später verlor der Tempel an Bedeutung, aber Fürst Minamoto no Yoritomo stellte den Glanz des Tempels wieder her. Im Jahr 1416 brannte der Tempel im Bürgerkrieg jedoch ab, konnte aber in den Bummei-Jahren (1469–1487) durch den Herrscher der Gegend, Fürst Kōno Michinobu (河野道宣; † 1519), erneuert werden.

## Anlage
Man betritt die Tempelanlage von der Straße her durch das Tempeltor, das hier als zweistöckiges Niō-Tor (仁王門; 1 auf dem Plan) ausgeführt ist, also als Tor mit den Platz für die Tempelwächter rechts und links vom Durchgang. Bei diesem Tempel sind die Wächterfiguren vorhanden. Man steigt ein paar Stufen zur nächsten Ebene hoch und passiert dabei rechts den Glockenturm (鐘楼, Shōrō; 2).
Nach weiteren Stufen steht man vor der Haupthalle (本堂, Hondō; 3). Sie ist im „Mischstil“ ausgeführt, hat einen quadratischen Grundriss mit einem Abstand zwischen den je Pfeilern von etwa 9,1 m und besitzt ein mit Ziegeln gedecktes Dach im „Vier-Pfeiler-Stil“ (四柱作, Shichō-zukuri). Die Haupthalle ist als Wichtiges Kulturgut Japans registriert. Rechts von der Haupthalle steht die Halle, die dem Tempelgründer gewidmet ist, die Daishidō (大師堂; 4), links die Amidadō (阿弥陀堂; 5). Weiter links befindet sich die Aizendō (愛染堂; 6).
Am Eingang zum Tempel steht ein Stein mit einem Gedicht des in Matsuyama geborenen Dichters Masaoka Shiki, etwa „Im November lebte Kūya von Knochen“.

## Schätze
In der Haupthalle befindet sich in einem Schrein die aus Holz gefertigte Skulptur des Kūya, registriert als Wichtiges Kulturgut. Sie ist 121,5 cm hoch und besitzt Augen aus Bergkristall. Aus Kūyas Mund kommen hintereinander sechs kleine Buddha-Figuren heraus. Im Garten der Abtei wächst eine Kūya-Kiefer in der 2. Generation. An Kūyas Schrein sind Kritzeleien sichtbar, die von der Muromachi-Zeit bis in die Edo-Zeit reichen. Sie sind wichtige Geschichtsspuren.
Im Sanzōin (三蔵院) befanden sich die Statuen des Begründers der Jodō-Lehre, Hōnen, und seiner Nachfolger Shōkō (聖光; 1162–1238) und Ryōchō (良忠; 1199–1287). Die Statuen wurden während des Pazifikkriegs in einen anderen Tempel ausgelagert und gingen mit dessen Zerstörung 1945 durch Luftangriffe verloren.

## Bilder

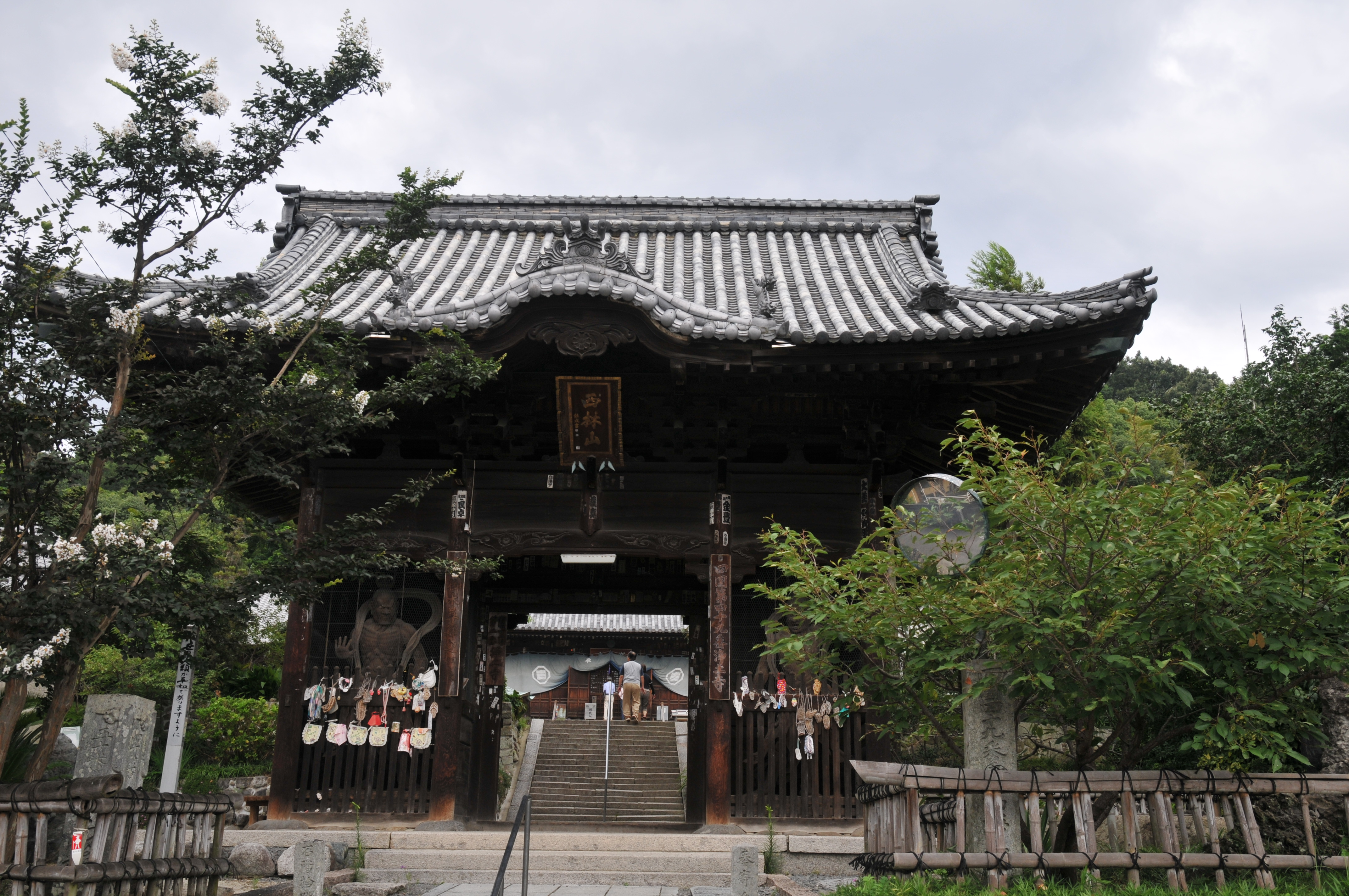
Tempeltor
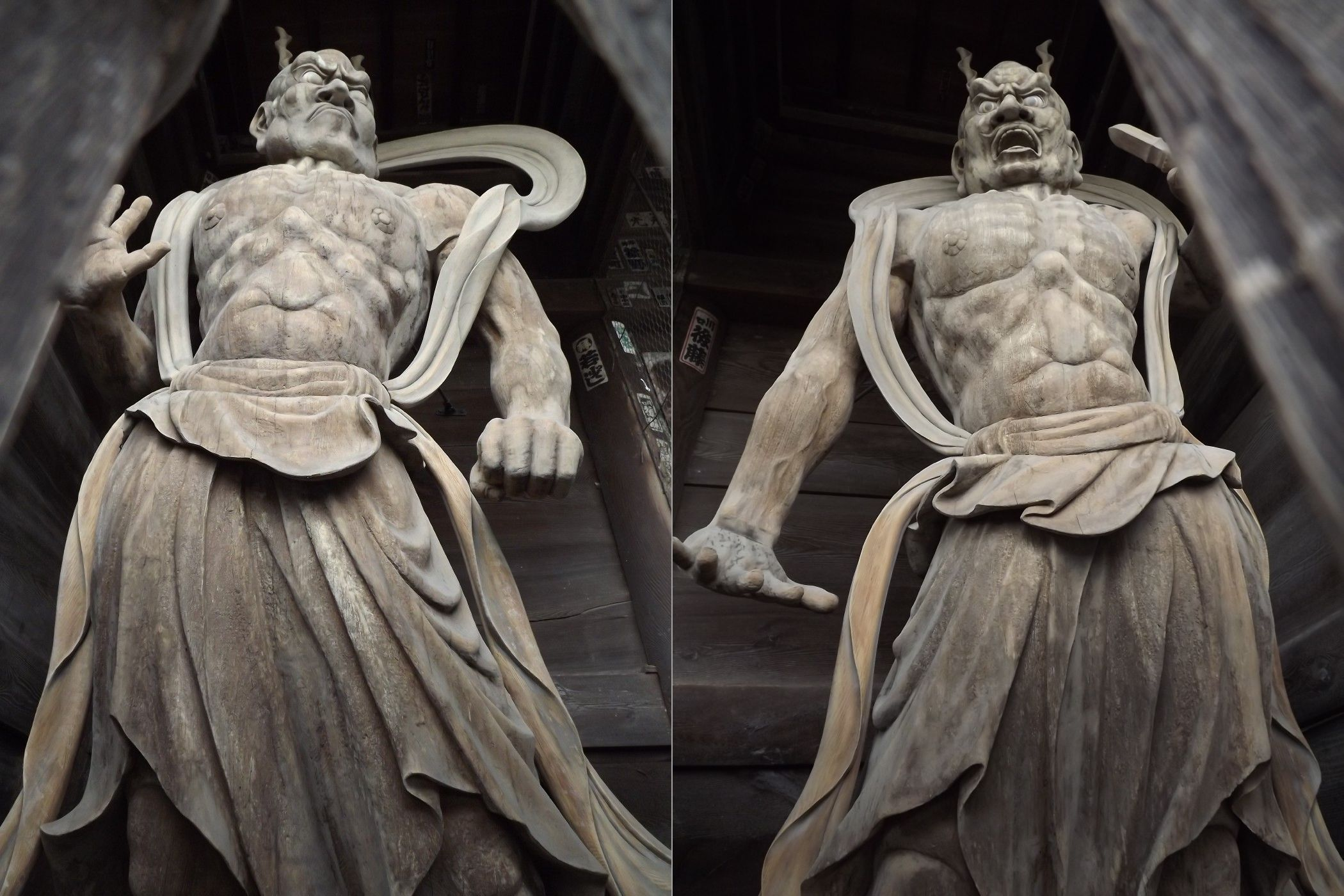
Die Tempelwächter
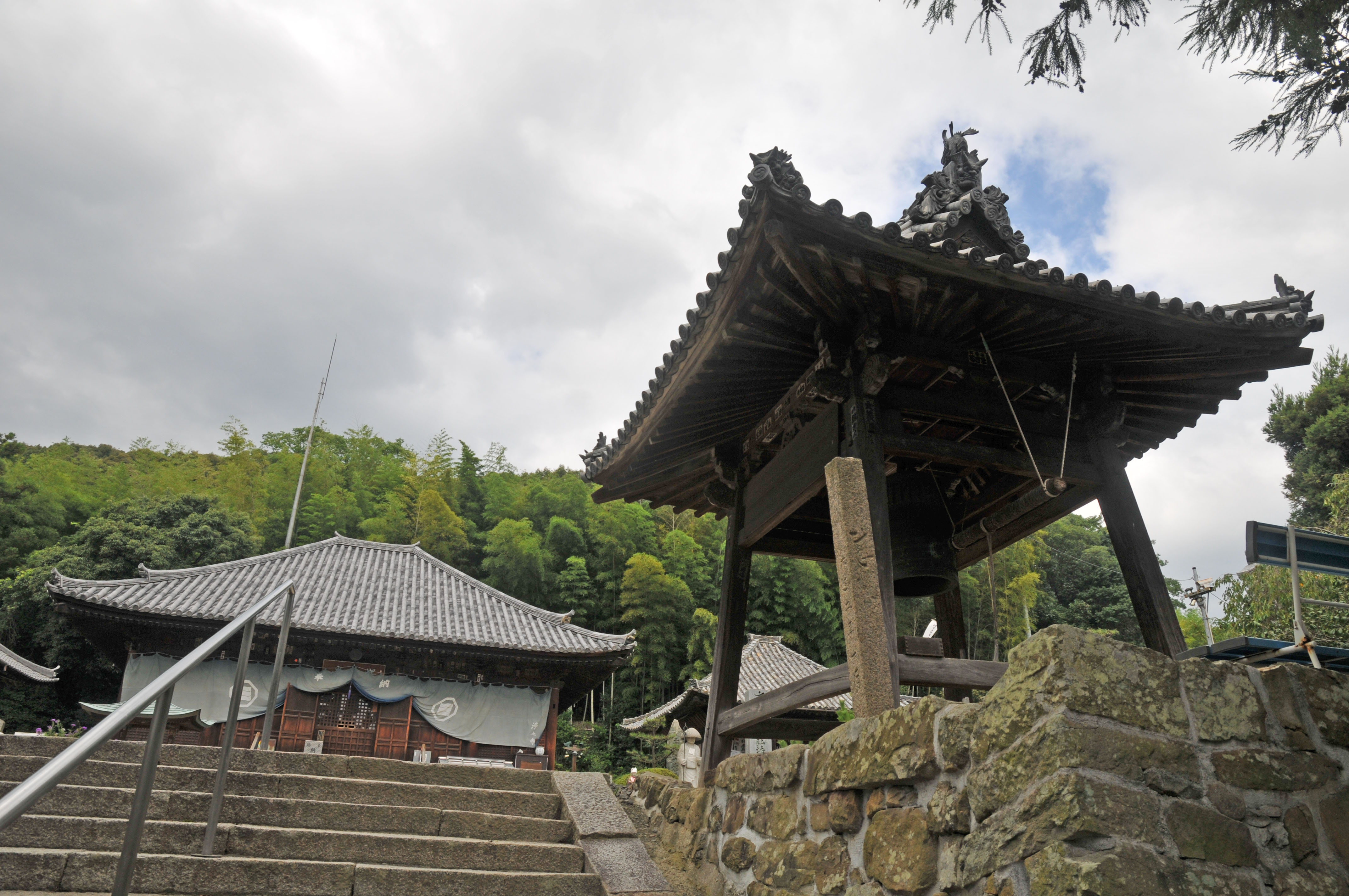
Glocke
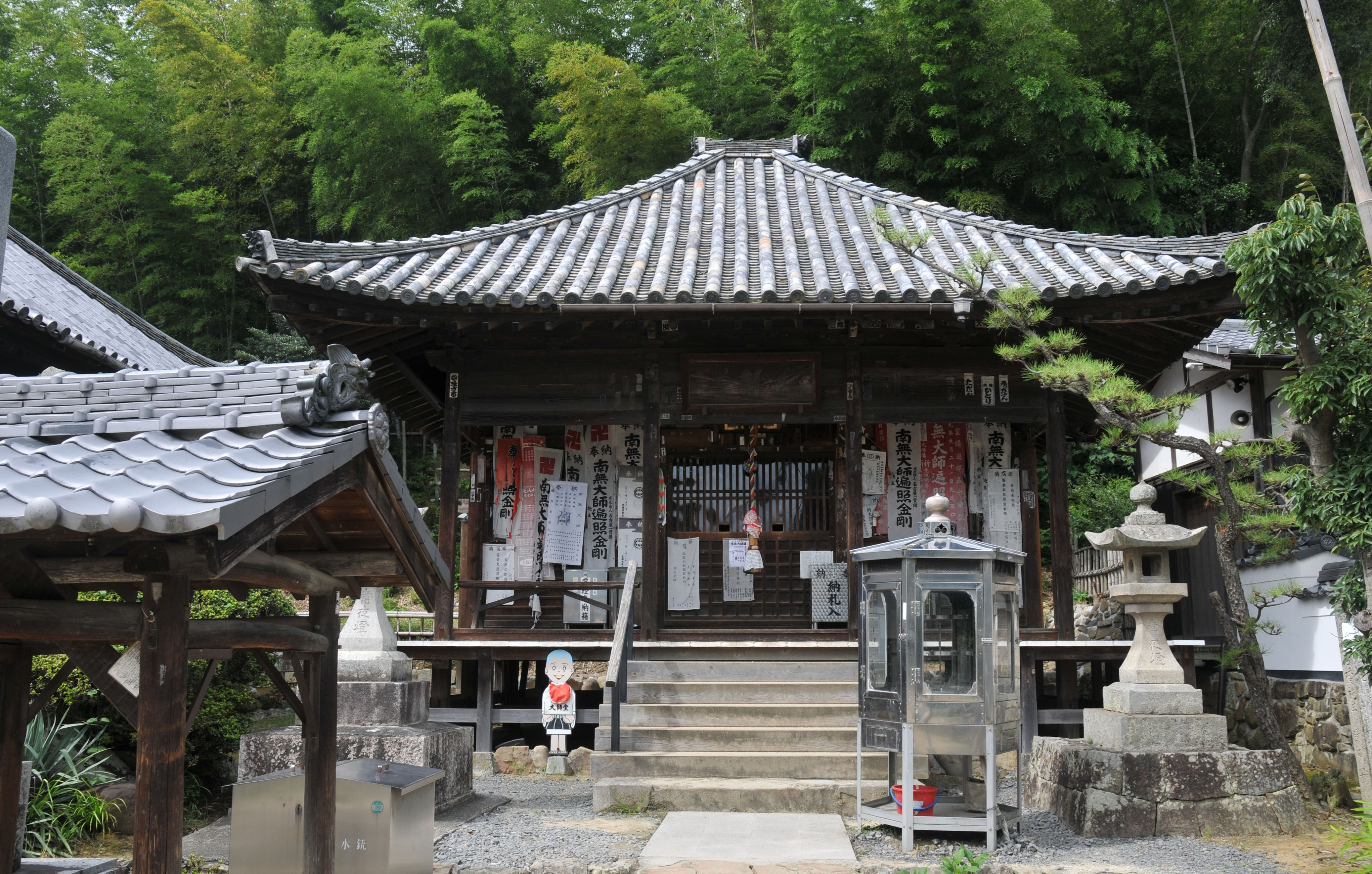
Daishidō
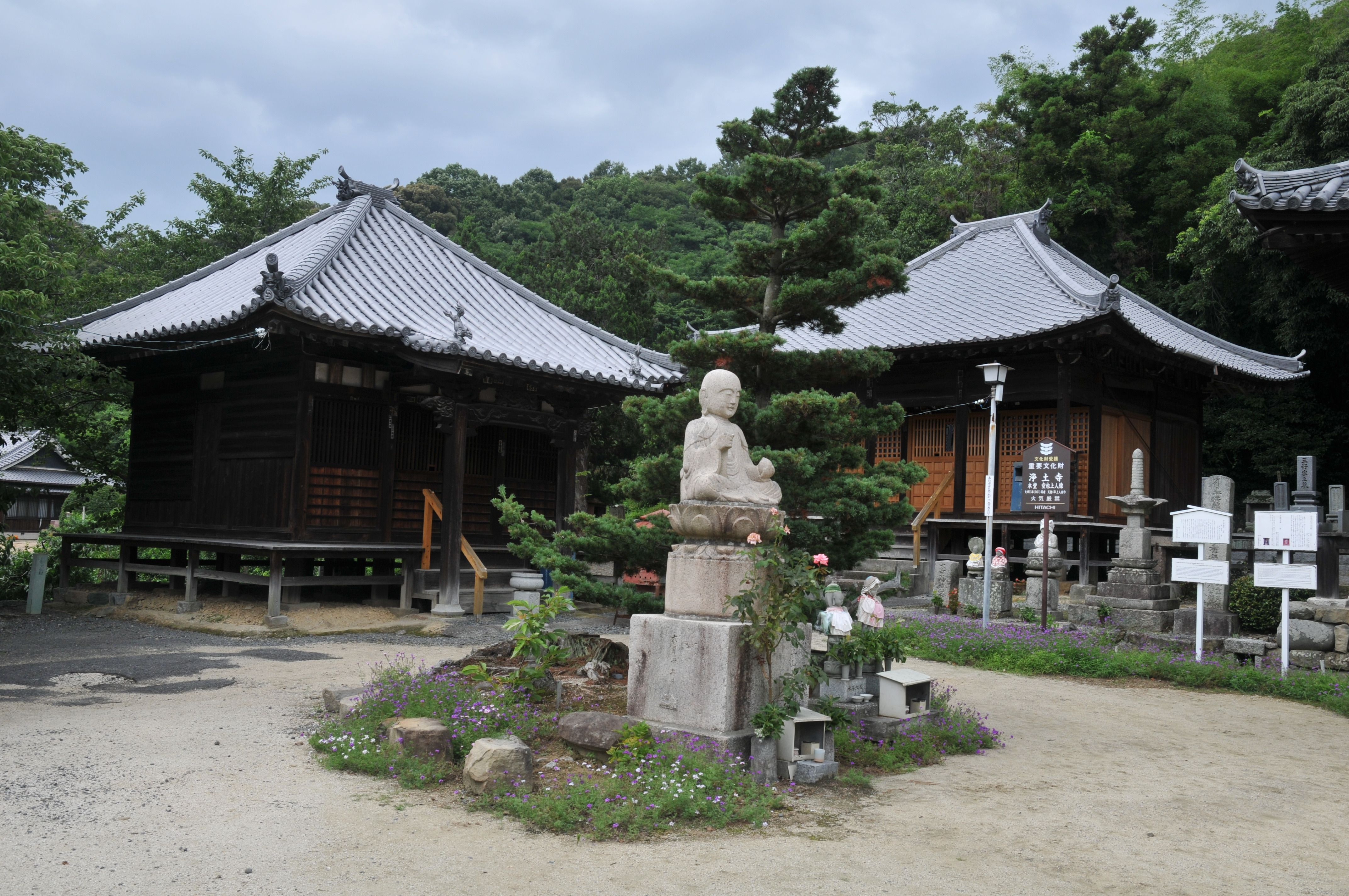
Aizendō links, Amidadō rechts
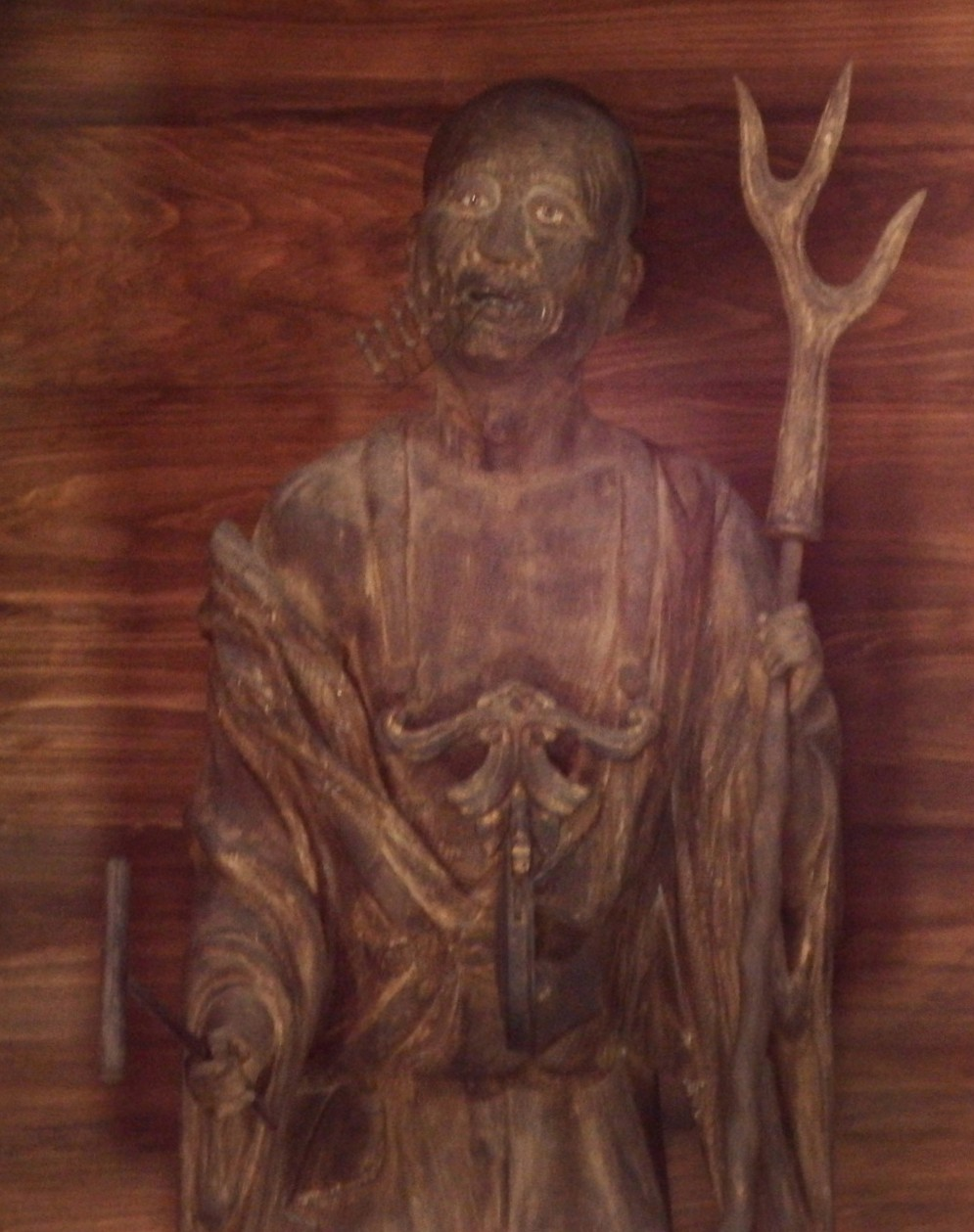
Kūya